# Stahlianthus involucratus
Stahlianthus involucratus är en enhjärtbladig växtart som först beskrevs av George King och John Gilbert Baker, och fick sitt nu gällande namn av William Grant Craib och Ludwig Eduard Loesener. Stahlianthus involucratus ingår i släktet Stahlianthus och familjen Zingiberaceae. Inga underarter finns listade i Catalogue of Life.